# Бернал де Бонавал
Берна́л де Бонава́л (гал.-порт. Bernal de Bonaval, варианты написания имени: Bernardo или Bernaldo), галисийский трубадур первой половины XIII века. Точные даты жизни, как и большинства авторов, писавших кантиги на галисийско-португальском языке, неизвестны.

## Происхождение
Вероятно, фамилия происходит от названия района Бонавал в Сантьяго-де-Компостела, где располагается доминиканский монастырь Santo Domingo de Bonaval. Топоним Бонавал встречается в 5 кантигах трубадура.
Например, в кантиге о друге Diss’ a fremosa en Bonaval assi упоминание «праздника в Бонавале» (sagraçõ de bonaual) следует относить к освящению церкви Св. Доминика в Бонавале (Сантьяго-де-Компостела), которое происходило около 1230 года. Вполне возможно, что некоторые кантиги Бонавала сочинялись именно по этому случаю:

| Dissa fremosa en bonaual assy Ay deus hu e meu amigo daqi De bonaual. Cuyd eu coytade no seu coraçõ Po q' nõ foy migo na sagraçõ De bonaual. Poys eu migo seu mãdado nõ ey Jameu leda partir nõ poderey De bonaual. Poys maqi seu mãdado nõ chegou muyto uĩ eu mays leda came uou De bona. | Сказала красотка, придя в Бонавал: «Где друг ненаглядный, что здесь меня ждал - в Бонавале? Поверив ему, я спозналась с бедой: неужто на празднике быть мне одной - в Бонавале? Ни весточки мне не прислал, ни словца - И празднику я уж не чаю конца - в Бонавале. Хороших вестей не оставил мне друг - Весёлой пришла, но заплакала вдруг - в Бонавале». Перевела А. Миролюбова |

Не так давно Жозе Антониу Соуту Кабу (José António Souto Cabo) обнаружил новые данные, которые могут изменить сложившееся отношение к творчеству Бонавала и повлиять на восприятие его кантиг в другом свете. Исследователь находит связь между «братом Бернарду, приором Бонавала» (Frei Bernardo, prior de Bonaval) и поэтом Бернардом де Бонавалом. Если эта гипотеза верна, трубадур был священником в свободной от мавров северо-западной части Пиренейского полуострова. Христианские священники из окрестностей Сантьяго-де-Компостела активно участвовали в движении реконкисты и развитии галисийско-португальской поэзии.

## Иерархия в цехе поэтов

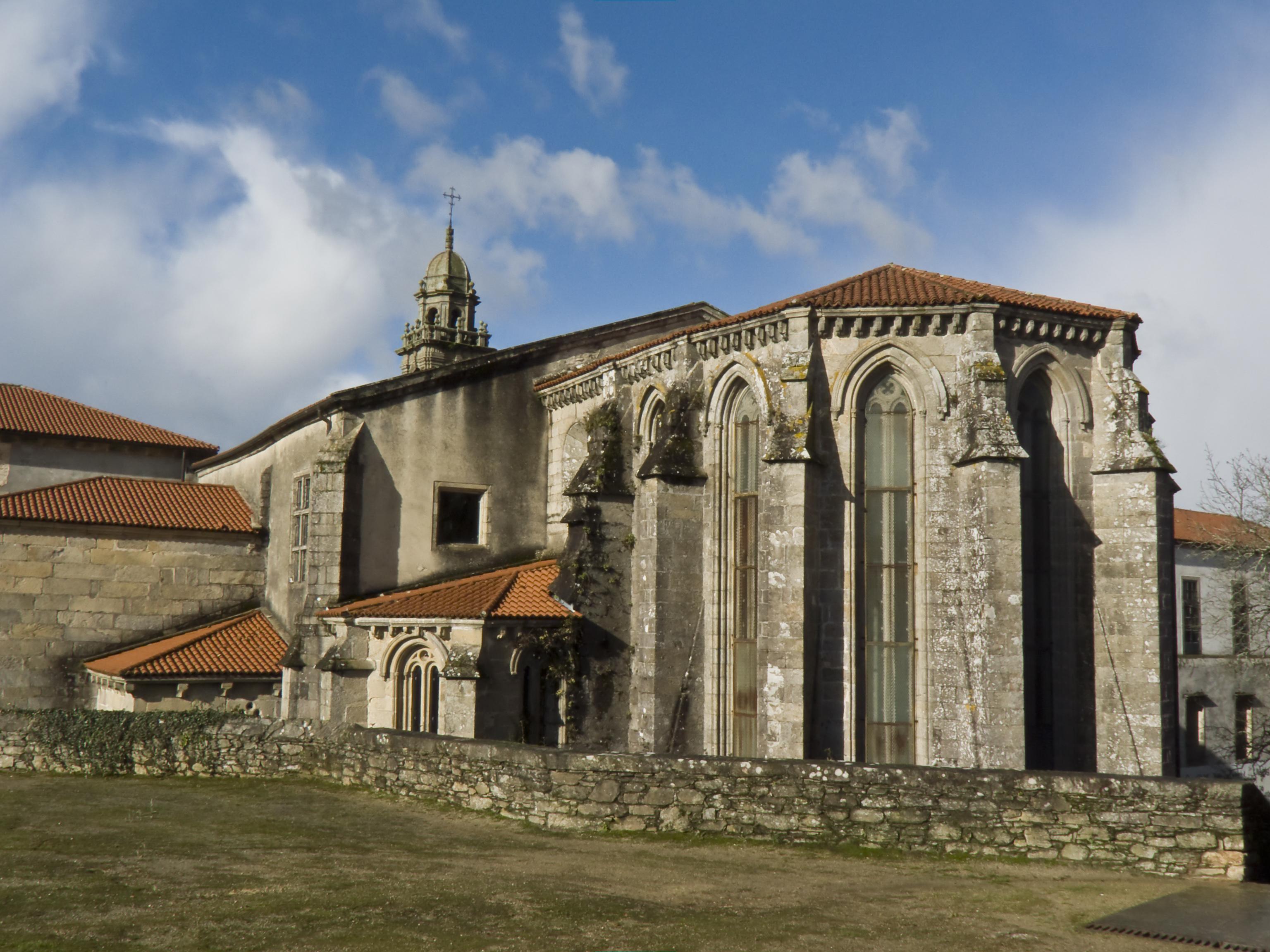
Готическая церковь при монастыре св. Доминика в районе Бонавал, Сантьяго-де-Компостела

В кантигах «Песенника Ажуда» (Cancioneiro de Ajuda) в отношении поэта используется забытый средневековый термин «сегрел» (гал.-порт. — segrel, от окс. segrer). В социальной иерархии сегрел стоял выше жонглёра и ниже трубадура.
Сегрел происходил из благородной семьи, занимавшей не очень высокое социальное положение. В отличие от жонглёра он сам сочинял и исполнял свои песни, то есть был профессиональным поэтом, но не принадлежал к высокой и могущественной знати. Сегрелем мог быть идальго, свободно путешествовавший верхом на коне от одного королевского двора к другому.
В «Песеннике Национальной библиотеки» разделу из 10 кантиг о любви Бонавала и песне Ay Deus! e quen mi tolherá предшествует пояснительная приписка: «Здесь начинаются кантиги о любви, первый трубадур Бринал де Бонавал (Brynal de bonavallo)». На поле в конце страницы позже было добавлено: «Trobador primeiro bernal de bonavallo».
По мнению исследователей, Бернал де Бонавал был одним из первых авторов, использовавших галисийско-португальский язык в качестве литературного языка северо-западной части Пиренеев. Он принадлежал к поколению авторов «доальфонсийской эпохи». Среди известных трубадуров и жонглёров середины XIII века Бонавал был наиболее старшим по возрасту.

## Творчество
Творчество Бонавала развивалось при дворах кастильских королей Фернандо III Святого и его наследника Альфонсо X Мудрого. Для трубадуров из окружения Альфонсо X Мудрого Бонавал стал объектом насмешек, поскольку отважился следовать образцам устного народного творчества, эстетика которого отличалась от куртуазной лирики, развивавшейся под влиянием провансальской культуры.
В кантиге насмешки и злословия (cantiga escárnio e maldizer) Pero da Ponte, paro-vos sinal Альфонсо X Мудрый с пренебрежением укоряет сегрела Перо да Понте (Pêro da Ponte) в том, что он слагает и поёт свои песни (trobades), как Бернарлду де Бонавал, то есть не придерживается провансальских канонов:
Vos non trobades come proençal
mais come Bernaldo de Bonaval
e, por ende, nõ é trobar natural.
Описывая эту кантигу как сирвенту, Каролина Михаэлиш де Вашконселуш обращала внимание на то, что король относится к Берналду де Бонавалу как к предшественнику и наставнику Перо да Понте, у которого он и перенял его манеру: «pois que o del e do dem'aprendestes».
Медиевист Жозе Карлуш Рибейру Миранда писал: «Поэтический язык Бонавала полон архаичного драматизма. Трубадур придерживался автохтонной галисийской традиции».
Этот архаический драматизм чувствуется в короткой кантиге о любви A dona que eu am’e tenho por senhor, в которой любовь соседствует со смертью.
В настоящее время известно 19 песен Бернала де Бонавала: 10 кантиг о любви (cantigas de amor), 8 кантиг о друге (cantigas de amigo) и одна тенсона в соавторстве с Абрилом Пересом (Abril Peres).
Вопрос о достоверной идентифицикации Абрила Переса (галисиец или португалец?) и его принадлежности к трубадурам или жонглёрам дискутируется и остаётся открытым. Однако Абрил Перес в своей единственно сохранившейся кантиге — упомянутой выше тенсоне с Бонавалом Abril Peres, muit’hei eu gram pesar — в последней строфе оставляет последнее и решающее слово за собой. Абрил Перес именует дона Берналду (Dom Bernaldo) сегрелем, напоминает об иерархии в среде поэтов, подразумевая, что принадлежит к более высокому рангу трубадуров, и утверждает собственное превосходство. Эта тенсона о любви относится к жанру кантиг без рефрена (cantigas de mestria) и является одним из редких примеров тенсоны, не носящей острый сатирический характер.

## Современная интерпретация песен
При современном исполнении средневековых галисийско-португальских песен может нарушаться куртуазный канон, согласно которому кантига о друге (лирическое «я» выступает от лица женщины) сочинялась и исполнялась мужчиной: трубадуром, сегрелем или жонглёром. В кантиге о друге Бонавала Ai fremosinha, se bem hajades — ярком примере автохтонной иберийской (не провансальской) традиции — основной куплет песни исполняет мужчина, а рефрен «Я пришла ждать моего любимого» (Vim esperar o meu amigo) поёт «королева фаду» Амалия Родригеш.